# Salazar Slytherin
Salazar Slytherin "Viperin" este unul dintre cei patru fondatori ai școlii Hogwarts, cel despre care se zice că ar fi construit impreuna cu elevii sai o cameră secretă pe care ar fi sigilat-o astfel încât să se deschidă doar atunci când ar sosi în școală moștenitorul lui Viperin, și care ar dezlantui oroarea din ea pentru a elimina din școală pe cei pe care îi considera nedemni să studieze magia (mudbloods).